# Jennifer Hale
Jennifer Hale (ur. 30 stycznia 1972 w Happy Valley-Goose Bay) – amerykańska aktorka i piosenkarka,  podkładająca głos do filmów animowanych i gier komputerowych. Użyczała głosu w seriach m.in.: Baldur’s Gate, Mass Effect, Metroid, Metal Gear, BioShock, Star Wars: Knights of the Old Republic i Overwatch.
Nominowana w 2010 do nagrody Spike Video Game Awards w kategorii „Best Performance by a Human Female” za pracę przy grze Mass Effect 2 oraz ponownie w 2012 przy grze Mass Effect 3.